# Servidor d'escacs per correspondència
Un servidor d'escacs per correspondència és, actualment, la manera més convenient de jugar als escacs per correspondència. En comptes d'enviar un jugador les seves jugades a l'altre per correu electrònic, la partida es juga en un escaquer clicable en una pàgina web, que memoritza tots els moviments. El servidor web envia un correu electrònic a cada jugador quan és el seu torn. Això ajuda a mantenir la privacitat de l'adreça de correu electrònic, i evita riscs potencials dels clients de correu electrònic, com ara virus. També elimina la necessitat de banda dels jugadors de mantenir els seus propis taulers de control.
La majoria dels servidors d'escacs per correspondència disposen de sistemes de validació de moviments i de comprovació d'ofegats i mats. Això evita l'enviament de moviments il·legals, que haurien de ser posteriorment corregits.
Una de les contrapartides és la pèrdua de temps en cas que el servidor no estigui disponible temporalment per alguna raó, cas en el qual les partides que emmagatzema no poden seguir-se.